# John Babcock
John Henry Foster "Jack" Babcock (South Frontenac, Canadá, 23 de julho de 1900 - Spokane, Washington (EUA), 18 de fevereiro de 2010) era, ao falecer aos 109 anos, o último veterano canadense da Primeira Guerra Mundial e o mais velho dos três últimos veteranos conhecidos do conflito.

## Biografia
Babcock nasceu em uma fazenda próxima a South Frontenac, em Ontário. Quando tinha apenas seis anos, seu pai faleceu e foi criado por sua mãe, Ann Isabel Foster Babcock, que morreria de câncer em 1929, aos 56 anos.
Jack, como ficou conhecido, não pôde concluir os estudos e só conseguiria um diploma escolar aos 95 anos de idade. Foi chamado, ainda adolescente em 1916, para servir as Forças Expedicionárias Canadenses no batalhão de jovens soldados e enviado à Escócia em 1917. Por não ter combatido ativamente, uma vez que a guerra estava acabando, Babcok nunca se considerou de fato um veterano.
Após o fim da Guerra, mudou-se para os Estados Unidos em 1920, onde trabalharia como eletricista. Em 1946, tornou-se um cidadão norte-americano. Aos 65 anos, tornou-se um piloto e, aos 100 anos,  publicou sua autobiografia Ten Decades of John Foster Babcock ("Dez décadas de John Foster Babcock", em tradução literal).
John Babcok foi casado por quarenta e cinco anos com Elsie Babcock, que faleceu ainda nos anos 1970. Pouco depois, casou-se novamente com Dorothy, quase 30 anos mais nova do que ele. Babcock tinha um filho (Jack Jr.), uma filha, oito netos e cinco bisnetos. John viveu seus últimos anos com Dorothy em Spokane, Washington, onde ele morava desde 1932.
Após as mortes de Henry Allingham (1896-2009) e de Harry Patch (1898-2009), em julho de 2009, tornou-se o mais velho veterano oficialmente reconhecido da Primeira Guerra Mundial. Por ocasião de seu aniversário de 109 anos, recebeu felicitações da Rainha do Canadá, Elizabeth II, e da governadora-geral Michaëlle Jean e, quando do seu falecimento em 18 de fevereiro de 2010, recebeu homenagem do primeiro-ministro Stephen Harper.